# Roy Farran

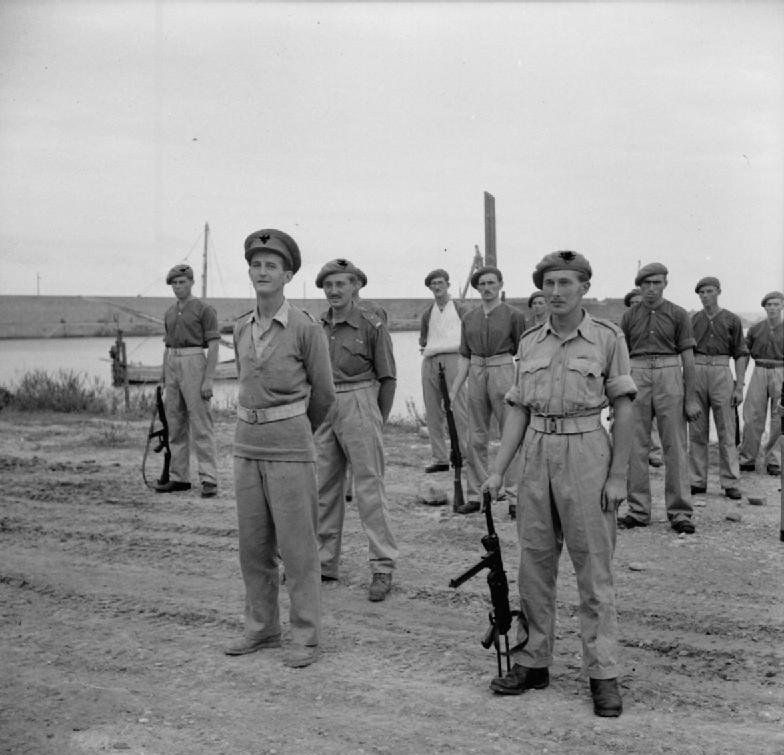
Captain Roy Farran (r.) mit Mitgliedern des 2nd SAS in Termoli.

Roy Alexander Farran DSO, MC & Two Bars (* 2. Januar 1921; † 1. Juni 2006) war ein britisch-kanadischer Offizier, Politiker, Autor und Journalist.
Farran war ein hochdekorierter Soldat des Zweiten Weltkriegs. 1947 stand er unter dem Verdacht, in Palästina einen 17-jährigen jüdischen Jungen umgebracht zu haben. 1950 wanderte er nach Kanada aus und wurde dort ein respektierter Politiker.

## Herkunft und Ausbildung
Roy Farran entstammte einer römisch-katholischen Familie; sein Vater war Warrant Officer in der Royal Air Force. Er besuchte die Bishop Cotton School im indischen Shimla und anschließend die Royal Military Academy Sandhurst in Großbritannien. Nach seinem Abschluss in Sandhurst trat Farran im April 1940 als Second Lieutenant der 3rd Carabiniers (Prince of Wales’s Dragoon Guards) in die British Army ein und wurde zur Panzer-Ausbildung zeitweise ins 51st Training Regiment abgestellt.

## Militärische Laufbahn

### Zweiter Weltkrieg

#### Nordafrika und Kreta
Farran wurde während der Operation Compass des Afrikafeldzug, der britischen Offensive gegen die italienischen Truppen ab Dezember 1940, zu den 3rd The King’s Own Hussars versetzt. Er nahm an der Schlacht von Sidi Barrani teil. Nach dem Ende der Operation wurde das Regiment nach Kreta verlegt. Dort nahm Farran als Panzerkommandant an Gefechten mit deutschen Truppen teil und ließ einige deutsche Soldaten, die sich ergeben wollten, erschießen, was er später der heat of the moment (dt. Affekttat oder zutreffender der Hitze des Gefechtes) zuschrieb. Bei weiteren Gefechten kam einer seiner Untergebenen zu Tode, wofür sich Farran die Schuld gab; er selbst wurde an Arm und Beinen verletzt und von den Deutschen gefangen genommen. In dieser Zeit wurde er mit dem Military Cross für Tapferkeit ausgezeichnet.

#### Flucht aus der Kriegsgefangenschaft

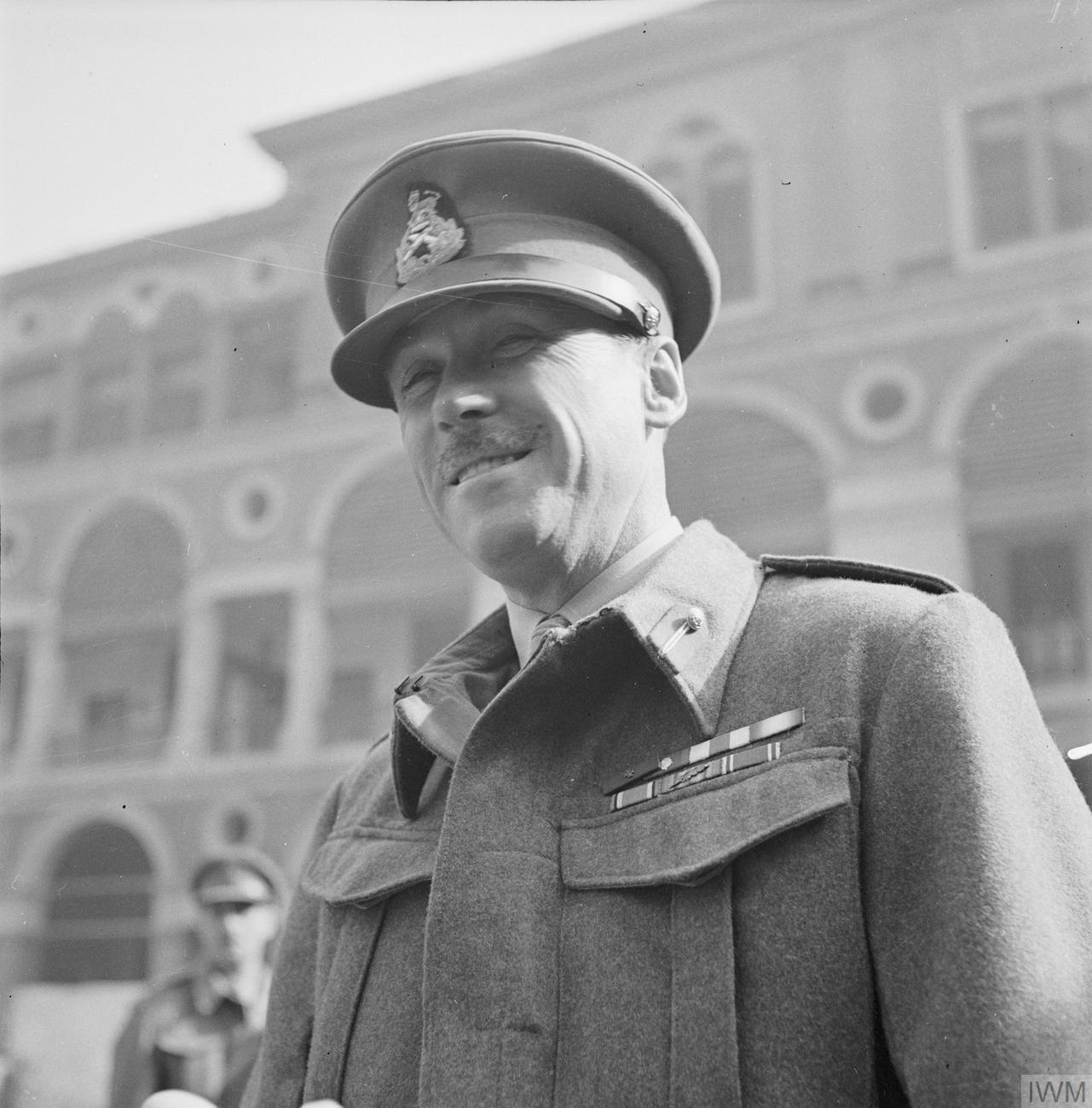
Jock Campbell

Nach seiner Gefangennahme wurde Roy Farran in ein Lazarett für Kriegsgefangene nach Athen geflogen und war bald in der Lage, an Krücken zu gehen. Nach mehreren erfolglosen Versuchen gelang es ihm, zu fliehen und mit der Hilfe von griechischen Zivilisten gemeinsam mit drei weiteren australischen und britischen Gefangenen sich mit einem Kaik über das Mittelmeer auf den Weg nach Ägypten zu machen. Die Überfahrt war dramatisch, da das Schiff in einen Sturm geriet, Benzin und Trinkwasser ausgingen. Nach zehn Tagen wurde das Boot 40 Kilometer vor Alexandria von der Royal Navy gesichtet. Farran erhielt eine weitere Medaillenschleife zu seinem Military Cross. 1942 wurde er Major-General John Campbell als Adjutant zugewiesen. Als Farran mit Campbell zur Kampfzone nach Gazala fahren sollte, verlor er unterwegs die Kontrolle über das Auto, das sich überschlug. Campbell wurde getötet, und die Insassen waren bewusstlos; später berichtete Farran, dass er, während er auf Rettung wartete, an Selbstmord gedacht hatte.

#### Sizilien und Italien
Während des Rückzugs der britischen Armee in Richtung El-Alamein im Sommer 1942 wurde Roy Farran bei einem Luftangriff verletzt und wurde nach Großbritannien gebracht. Er setzte jedoch alles daran, so schnell wie möglich wieder an die Front zurückzukommen, und im Februar 1943 wurde er in Algier eingesetzt, wo er ein Fallschirmtraining machte. Während der Invasion Siziliens, der Operation Husky, war er Kommandeur einer Schwadron, obwohl er unter Malaria litt. In den kommenden Monaten war er als Mitglied einer Schwadron des Special Air Service (SAS), 2nd SAS, an weiteren Operationen in Italien beteiligt. 1944 erhielt er eine weitere Schleife zu seinem Military Cross und kehrte nach Großbritannien zurück.

#### Frankreich
Bis August 1944 blieb Farran in Großbritannien. Dann erhielt er das Kommando über eine Truppe, die mit einem Airspeed Horsa mit 20 Jeeps an Bord am 19. August hinter den deutschen Linien in Frankreich landete, um Kontakt mit weiteren britischen Truppen aufzunehmen. Auf dem Weg dorthin wurden die Briten von deutschen Kräften attackiert, verloren 13 Jeeps, und viele von Farrans Männern wurden getötet. Farran übernahm das Kommando über eine weitere Gruppe, die Sabotage an deutschen Einrichtungen verübte. In einem Monat töteten seine Männer rund 500 deutsche Soldaten, zerstörten 95 Fahrzeuge der Deutschen sowie rund 400.000 Liter Benzin. Für diese Aktionen wurde Farran mit dem Distinguished Service Order ausgezeichnet, und zwar unter dem Namen Patrick McGinty, ein Pseudonym, das er benutzte, seitdem er 1941 aus der deutschen Gefangenschaft geflohen war, in Bezug auf ein gleichnamiges irisches Lied.

#### Operation Tombola
Gegen Ende des Jahres 1944 reiste Roy Farran nach Griechenland, um dort die Griechen ausfindig zu machen, die ihm bei seiner Flucht aus der Kriegsgefangenschaft geholfen hatten. Ab Dezember 1944 war er an der Planung der Operation Tombola beteiligt, bei der er in der Nähe des Berges Cusna in Reggio Emilia gemeinsam mit 50 Fallschirmjägern absprang. Farran sollte lediglich den Flug begleiten, fiel dann aber nach eigenen Angaben „aus Versehen“ aus dem Flugzeug und hatte „zufällig“ einen Fallschirm und seine Ausrüstung dabei. Bei der Operation wurden in Kooperation mit italienischen Partisanen und russischen Kriegsgefangen rund 300 Deutsche getötet sowie eine Reihe von Einrichtungen zerstört.
Erstes Ziel des Bataillons war das örtliche Hauptquartier der Wehrmacht. Farran erhielt den Befehl, dieses Hauptquartier nicht anzugreifen, doch er ignorierte diese Anordnung, weil er befürchtete, in den Augen der Partisanen seine Glaubwürdigkeit zu verlieren. Das Hauptquartier der Deutschen bestand aus mehreren Gebäuden, die sich rund um zwei Villen, die Villa Rossi und die Villa Calvi in Botteghe d’Albinea, gruppierten. Die Deutschen wehrten sich heftig, so dass sich die Angreifer, von den Deutschen verfolgt, zurückziehen mussten. Doch schließlich gelang es, die deutschen Soldaten zurückzudrängen. Anschließend kam es zu Kämpfen rund um die Straße von Florenz nach Modena. Als Farran in Florenz eintraf, wurde ihm mitgeteilt, dass der Angriff auf das Hauptquartier zuvor abgeblasen worden war, weil man die Deutschen vor einem geplanten Großangriff nicht warnen wollte. Farran befürchtete, wegen Befehlsverweigerung vor ein Kriegsgericht gestellt zu werden. Stattdessen wurde er mit dem US-amerikanischen Legion of Merit ausgezeichnet.

### Nach dem Krieg
Nach Ende des Zweiten Weltkriegs in Europa ging Farran mit dem 2nd SAS nach Norwegen, wo die Einheit mithalf, die deutschen Truppen zu entwaffnen. 1946 erhielt er das Croix de guerre. Anschließend diente er mit dem Regiment der 3rd Hussars in Syrien und in Palästina; dort entkam er knapp einem Bombenattentat. Danach wurde er als Ausbilder nach Sandhurst versetzt.

## In Palästina
1946 oder 1947 meldete sich Roy Farran freiwillig zum Dienst bei der Palestine Police Force, der er im März 1947 beitrat. Die britischen Behörden im Mandatsgebiet befanden sich in einer verzweifelten Situation: Sie mussten sich mit rund 6000 jüdischen Guerillakämpfern auseinandersetzen, die die Mandatsregierung mit Sabotage, Anschlägen und bei Straßenkämpfen erfolgreich bekämpften, und die Moral der Truppen, die sich in ihren Kasernen förmlich verschanzen mussten, lag darnieder. Zwar waren die Briten diesen Kämpfern zahlenmäßig überlegen, aber von der geschickten Taktik der jüdischen Kämpfer zermürbt. Die Ausrufung des Kriegsrechts hatte keine positiven Auswirkungen, sondern im Gegenteil eine Verdoppelung der Angriffe zur Folge.
Obwohl die Briten planten, sich aus Palästina zurückzuziehen, und die Zivilisten schon evakuiert waren, beauftragte der Generalinspekteur der Palestine Police, Nicol Gray, der von den Aktionen des 2nd SAS während des Krieges beeindruckt war, Brigadier Bernard Fergusson mit der Einrichtung einer neuen Einheit, die versuchen sollte, die jüdischen Gruppen zu infiltrieren oder zu unüberlegten Aktionen zu verleiten. Die Angehörigen der Palestine Police reagierten bestürzt auf diese Pläne, und Grays Vorgänger, John Rymer-Jones, warnte eindrücklich vor einer „Katastrophe“. Fergusson ignorierte diese Warnungen und verpflichtete zwei ehemalige SAS-Angehörigen, Roy Farran und Alastair MacGregor, der zur Geheimdienstabteilung MI6 gehörte. Farran war eine eigentümliche Wahl, weil er dafür bekannt war, Befehle zu ignorieren, kaum Erfahrung in Fragen von Sicherheit und Geheimdienst hatte, und zudem, wie er selbst später einräumte, ein Alkoholproblem hatte.
Farran wurde von Fergusson beauftragt, im Süden Palästinas zu operieren. Sir Henry Gurney, Generalsekretär der Mandatsregierung, beklagte später, dass Farran geglaubt habe, er habe Carte Blanche, also freie Hand, obwohl er keine Polizeigewalt hatte. Seine Leute sollten sich als Juden ausgeben und unter die jüdische Bevölkerung mischen, wurden allerdings meistens sofort als Briten erkannt. Keiner der Männer in Farrans Einheit sprach gutes Hebräisch, aber man lehnte es ab, mit dem Criminal Investigation Department zusammenzuarbeiten, und es gab kaum Informationen über die jüdischen Kämpfer.

### Der Fall Rubowitz
Am 16. Mai 1947 verschwand der 16-jährige Alexander Rubowitz, als er für die jüdische Widerstandsgruppe Lechi im Jerusalemer Stadtteil Rechavia plakatierte. Die Palestine Police nahm an, dass Farrans Einheit ihn festgenommen und getötet hatte. Gurney ordnete an, den Fall als normales Verbrechen zu behandeln und Farran sowie die anderen Beteiligten vor Gericht zu bringen.
Der Verdacht, dass Farran in das Verschwinden von Rubowitz verwickelt war, kam auf, weil ein grauer Schlapphut mit seinen eingenähten Initialen nahe der Stelle gefunden worden war, wo Zeugen gesehen hatte, dass Rubowitz in ein ziviles Auto gezerrt worden war. Den Hut hatte Farran bei der Verfolgung des Jugendlichen verloren. Laut einer späteren Zeugenaussage wurde Rubowitz an einen entlegenen Ort gebracht, gefoltert, um ihm Informationen zu entlocken, und schließlich von Farran mit einem Stein erschlagen. Farran gab an, er sei hereingelegt worden und floh nach Syrien, aber Fergusson überredete ihn, sich zu stellen. Entgegen Fergussons Versprechungen wurden Farran verhaftet, daraufhin floh er nach Jordanien, kam aber erneut zurück, als er von geplanten Vergeltungen gegen britische Offiziere hörte.
Farran wurde des Mordes an Rubowitz angeklagt und in Jerusalem vor ein Kriegsgericht gestellt. Fergusson, dem Farran angeblich den Mord gestanden hatte, verweigerte die Aussage, da er sich angeblich hätte selbst belasten können. Dem Ankläger gelang es nicht nachzuweisen, dass Rubowitz tot war und der gefundene Hut Farran gehörte, und so wurde die Anklage mangels Beweisen fallen gelassen. Spätere Versuche der Familie Rubowitz, den Fall neu aufzurollen, blieben erfolglos, und der Leichnam des Jungen wurde niemals gefunden. Nach dem Prozess musste Fergusson aus dem Dienst ausscheiden und Palästina innerhalb von 36 Stunden das Land verlassen.
Nach seiner Rückkehr aus Palästina versuchte die Lechi-Gruppe, Farran in seinem Haus in Codsall, Staffordshire mit einer Paketbombe zu töten. Das Paket kam rund ein Jahr nach dem Tag, an dem Rubowitz verschwunden war, an, aber Roy Farran war nicht zuhause, und sein jüngerer Bruder Rex wurde getötet. Das Paket war von einer Lechi-Gruppe in Großbritannien geschickt worden, die von Yaakov Heruti geführt wurde. 2004 strahlte die BBC die Fernsehdokumentation Empire Warriors aus, in der Geula Cohen, frühere Untergrundkämpferin und spätere Abgeordnete in der Knesset, angab, das Paket sei von Lechi an R. Farran adressiert gewesen, ohne von der Existenz des jüngeren Bruders zu wissen.
Bis zu seinem Tod beteuerte Farran, am Tod von Alexander Rubowitz unschuldig zu sein.

## Leben nach dem Militär
Im März 1948 schied Farran aus dem Armeedienst aus und erhielt ehrenhalber den Rang eines Major. Nach seinem Ausscheiden aus dem Militär zog Roy Farran nach Schottland, wo er kurze Zeit in einem Steinbruch arbeitete. 1950 kandidierte er als Kandidat der Conservative Party in Dudley erfolglos für das britische Parlament. Im selben Jahr heiratete er seine Frau Ruth; das Ehepaar bekam zwei Töchter und zwei Söhne. Nach der Wahl zog Farran mit seiner Frau nach Calgary in Kanada. Dort begann er, als Journalist für den Calgary Herald zu arbeiten und gab später eine Wochenzeitschrift heraus, die North Hill News; zudem bewirtschaftete er seine eigene Farm.

## Leben in Kanada
Von 1961 bis 1971 hatte Roy Farran einen Sitz im Calgary City Council inne. 1971 kandidierte er als Kandidat der Progressive Conservatives erfolgreich für die Legislative Assembly of Alberta und wurde zweimal zum Minister ernannt: Von 1973 bis 1975 war er Minister of Telephones and Utilities und von 1975 bis 1979 Solicitor General and Minister of Public Security. 1979 zog er sich aus der Politik zurück. In den 1980er Jahren war er Gastprofessor an der Alberta University und zudem Vorsitzender der Racing Commission für Pferderennen in Alberta. Er gründete eine Stiftung in den französischen Vogesen, die einen franko-kanadischen Studentenaustausch organisiert; dafür wurde er 1994 als Offizier der Ehrenlegion ausgezeichnet.
Obwohl er an Kehlkopfkrebs erkrankt war, der Kehlkopf entfernt worden war und er nur mittels einer Prothese sprechen konnte, blieb er aktiv.

## Publikationen
- Winged dagger. Adventures on Special Service. London. Collins, 1948
- Roy Alexander Farran: History of the Calgary Highlanders 1921–1954. Bryant Press, 1954
- Operation Tombola. London. Collins, 1960
- The Search. Hamilton & Co, 1960
- Never Had a Chance. Bles 1967
- Vorwort zu: Mike Morgan: Daggers drawn. Second World War heroes of the SAS and SBS. Sutton 2000 und 2001